# Tapioca

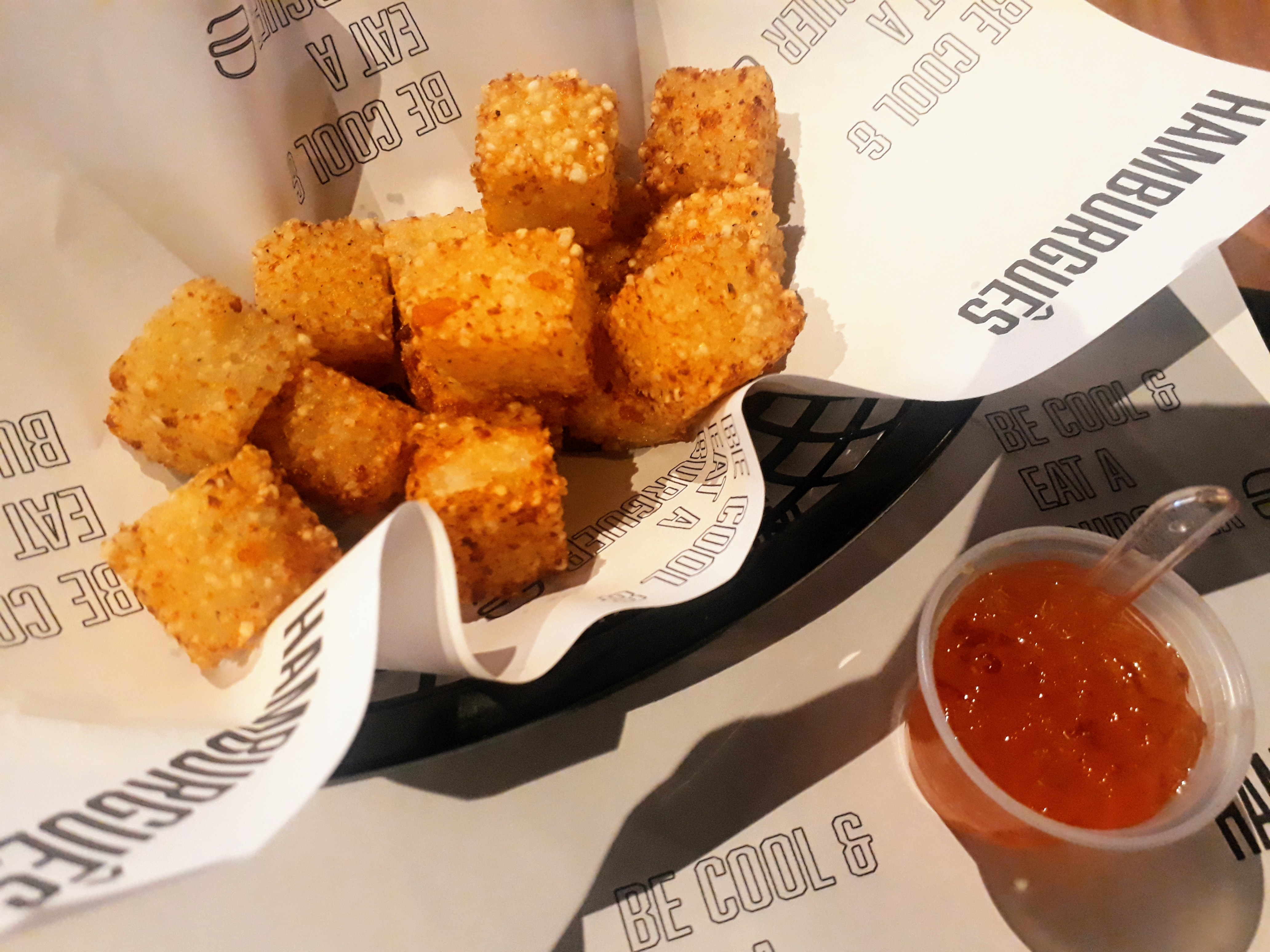
Dadinhos de tapioca, elaborados a partir de la fécula o almidón de la raíz de la mandioca

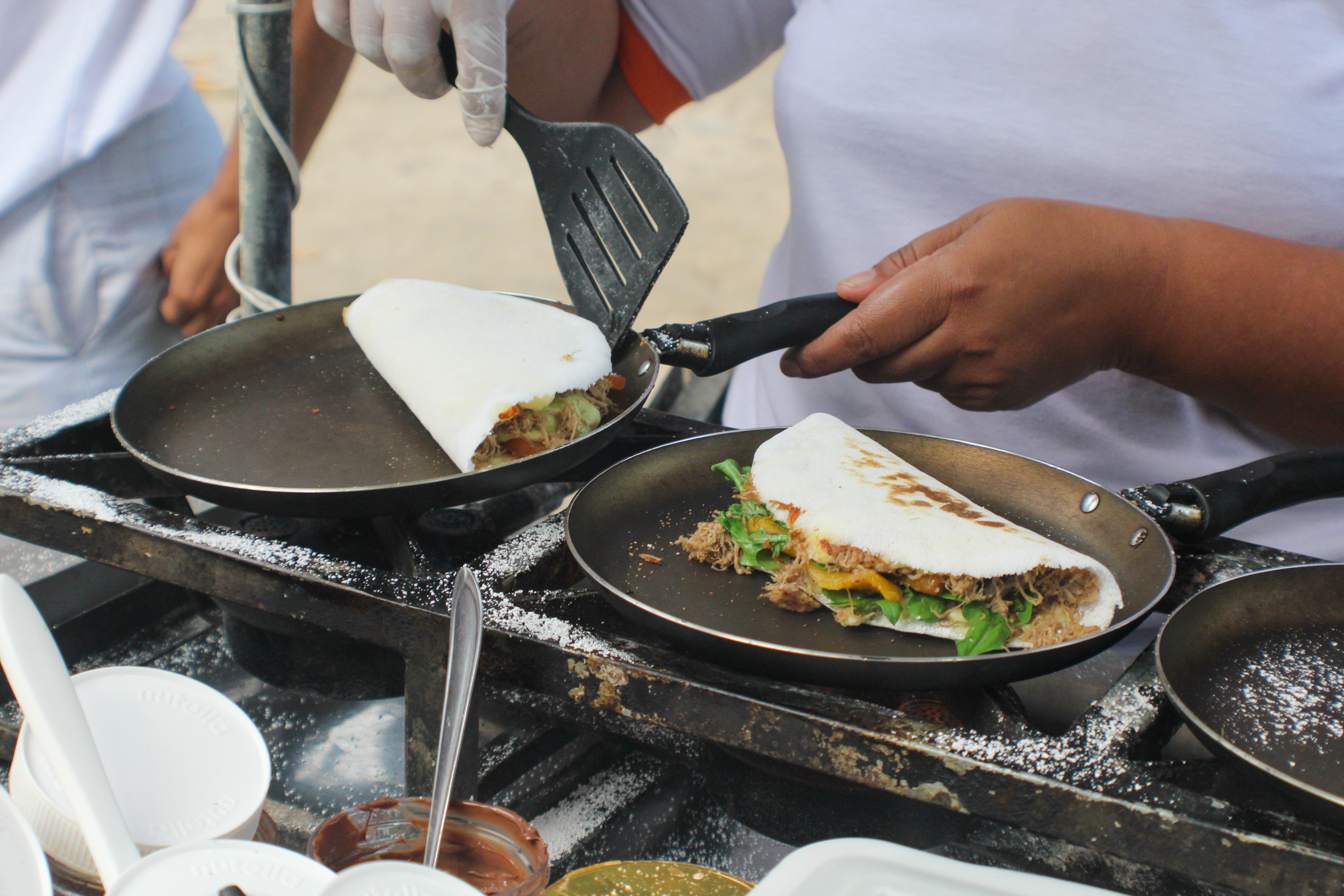
Tapiocas en sartenes

La tapioca es el almidón de mandioca elaborado a partir de la raíz de la yuca o mandioca (Manihot esculenta), generalmente preparado en forma granulada. Es el ingrediente principal de algunos manjares típicos paraguayos, como el mbejú, un manjar indígena y llevado a Europa por los españoles en Paraguay en el siglo XVI.
Asimismo, el término tapioca hace referencia a un tipo tortilla elaborada con el almidón de mandioca, que puede estar rellena o no.

## Etimología
La palabra tiene su origen en el tupí guaraní en donde se utilizan diferentes palabras para el término según el territorio: typyak-y, typyoka, typy-o-kui, typyaka o typy-a-kuí.
El término tapioca puede entenderse como fécula de mandioca, harina de mandioca, harina de tapioca o harina de mandioca cruda.

## Patrimonio cultural e inmaterial
El Consejo para la Preservación del Sitio Histórico de Olinda en Brasil otorgó a la tapioca el título de Patrimonio Inmaterial y Cultural de la Ciudad en 2006.